# Coll de Bise
El Coll de Bise és una collada situada a 1.902,7 m alt del terme comunal de Prats de Molló i la Presta, de la comarca del Vallespir, a la Catalunya del Nord. És al centre de la zona nord-oest del terme de Prats de Molló i la Presta, al nord-oest del Coll de les Basses i al sud-est del Coll de les Moles. A prop, al sud, hi ha la Cabana d'en Miquel.